# 2012-es Formula–1 magyar nagydíj
A magyar nagydíj volt a 2012-es Formula–1 világbajnokság tizenegyedik futama, amelyet 2012. július 27. és július 29. között rendeztek meg a magyarországi Hungaroringen, Mogyoródon. Ez volt a 27. Formula–1-es futam Magyarországon. TV-ben az M1 közvetítette, rádióban a Kossuth Rádió.

## Szabadedzések

### Első szabadedzés
A magyar nagydíj első szabadedzését július 27-én, pénteken délelőtt tartották.
| helyezés | versenyző          | csapat/motor         | elért idő | különbség | futott kör |
| -------- | ------------------ | -------------------- | --------- | --------- | ---------- |
| 1        | Lewis Hamilton     | McLaren-Mercedes     | 1:22,821  | −         | 30         |
| 2        | Jenson Button      | McLaren-Mercedes     | 1:22,922  | +0,101    | 24         |
| 3        | Fernando Alonso    | Ferrari              | 1:23,397  | +0,576    | 24         |
| 4        | Nico Rosberg       | Mercedes             | 1:23,628  | +0,807    | 29         |
| 5        | Romain Grosjean    | Lotus-Renault        | 1:23,633  | +0,812    | 24         |
| 6        | Michael Schumacher | Mercedes             | 1:23,845  | +1,024    | 26         |
| 7        | Felipe Massa       | Ferrari              | 1:23,904  | +1,083    | 25         |
| 8        | Kimi Räikkönen     | Lotus-Renault        | 1:23,983  | +1,162    | 24         |
| 9        | Valtteri Bottas    | Williams-Renault     | 1:24,152  | +1,331    | 24         |
| 10       | Sergio Pérez       | Sauber-Ferrari       | 1:24,268  | +1,447    | 27         |
| 11       | Pastor Maldonado   | Williams-Renault     | 1:24,300  | +1,479    | 23         |
| 12       | Kobajasi Kamui     | Sauber-Ferrari       | 1:24,394  | +1,573    | 19         |
| 13       | Mark Webber        | Red Bull-Renault     | 1:24,546  | +1,725    | 24         |
| 14       | Paul di Resta      | Force India-Mercedes | 1:24,559  | +1,738    | 22         |
| 15       | Sebastian Vettel   | Red Bull-Renault     | 1:24,608  | +1,787    | 25         |
| 16       | Daniel Ricciardo   | Toro Rosso-Ferrari   | 1:25,354  | +2,533    | 25         |
| 17       | Jean-Éric Vergne   | Toro Rosso-Ferrari   | 1:25,559  | +2,738    | 27         |
| 18       | Jules Bianchi      | Force India-Mercedes | 1:25,715  | +2,894    | 26         |
| 19       | Vitalij Petrov     | Caterham-Renault     | 1:26,440  | +3,619    | 27         |
| 20       | Charles Pic        | Marussia-Cosworth    | 1:26,705  | +3,884    | 23         |
| 21       | Heikki Kovalainen  | Caterham-Renault     | 1:26,755  | +3,934    | 28         |
| 22       | Timo Glock         | Marussia-Cosworth    | 1:27,015  | +4,194    | 24         |
| 23       | Pedro de la Rosa   | HRT-Cosworth         | 1:27,101  | +4,280    | 21         |
| 24       | Dani Clos          | HRT-Cosworth         | 1:28,176  | +5,355    | 24         |

### Második szabadedzés
A magyar nagydíj második szabadedzését július 27-én, pénteken délután tartották.
| helyezés | versenyző          | csapat/motor         | elért idő | különbség | futott kör |
| -------- | ------------------ | -------------------- | --------- | --------- | ---------- |
| 1        | Lewis Hamilton     | McLaren-Mercedes     | 1:21,995  | −         | 20         |
| 2        | Kimi Räikkönen     | Lotus-Renault        | 1:22,180  | +0,185    | 20         |
| 3        | Bruno Senna        | Williams-Renault     | 1:22,253  | +0,258    | 34         |
| 4        | Felipe Massa       | Ferrari              | 1:22,417  | +0,422    | 29         |
| 5        | Fernando Alonso    | Ferrari              | 1:22,582  | +0,587    | 22         |
| 6        | Jenson Button      | McLaren-Mercedes     | 1:22,747  | +0,752    | 17         |
| 7        | Paul di Resta      | Force India-Mercedes | 1:22,794  | +0,799    | 23         |
| 8        | Sebastian Vettel   | Red Bull-Renault     | 1:22,824  | +0,829    | 18         |
| 9        | Romain Grosjean    | Lotus-Renault        | 1:22,922  | +0,927    | 12         |
| 10       | Michael Schumacher | Mercedes             | 1:23,160  | +1,165    | 19         |
| 11       | Nico Rosberg       | Mercedes             | 1:23,164  | +1,169    | 29         |
| 12       | Pastor Maldonado   | Williams-Renault     | 1:23,337  | +1,342    | 26         |
| 13       | Nico Hülkenberg    | Force India-Mercedes | 1:23,713  | +1,718    | 26         |
| 14       | Mark Webber        | Red Bull-Renault     | 1:23,814  | +1,819    | 17         |
| 15       | Kobajasi Kamui     | Sauber-Ferrari       | 1:23,841  | +1,846    | 28         |
| 16       | Jean-Éric Vergne   | Toro Rosso-Ferrari   | 1:24,328  | +2,333    | 25         |
| 17       | Daniel Ricciardo   | Toro Rosso-Ferrari   | 1:24,345  | +2,350    | 28         |
| 18       | Sergio Pérez       | Sauber-Ferrari       | 1:24,623  | +2,628    | 23         |
| 19       | Vitalij Petrov     | Caterham-Renault     | 1:24,823  | +2,828    | 30         |
| 20       | Heikki Kovalainen  | Caterham-Renault     | 1:25,220  | +3,225    | 30         |
| 21       | Timo Glock         | Marussia-Cosworth    | 1:27,104  | +5,109    | 28         |
| 22       | Pedro de la Rosa   | HRT-Cosworth         | 1:27,106  | +5,111    | 19         |
| 23       | Charles Pic        | Marussia-Cosworth    | 1:27,185  | +5,190    | 24         |
| 24       | Narain Karthikeyan | HRT-Cosworth         | 1:27,822  | +5,827    | 20         |

### Harmadik szabadedzés
A magyar nagydíj harmadik szabadedzését július 28-án, szombaton délelőtt tartották.
| helyezés | versenyző          | csapat/motor         | elért idő | különbség | futott kör |
| -------- | ------------------ | -------------------- | --------- | --------- | ---------- |
| 1        | Mark Webber        | Red Bull-Renault     | 1:21,550  | −         | 27         |
| 2        | Lewis Hamilton     | McLaren-Mercedes     | 1:21,643  | +0,093    | 17         |
| 3        | Sebastian Vettel   | Red Bull-Renault     | 1:21,671  | +0,121    | 29         |
| 4        | Bruno Senna        | Williams-Renault     | 1:21,876  | +0,326    | 22         |
| 5        | Fernando Alonso    | Ferrari              | 1:21,884  | +0,334    | 13         |
| 6        | Kimi Räikkönen     | Lotus-Renault        | 1:21,953  | +0,403    | 20         |
| 7        | Romain Grosjean    | Lotus-Renault        | 1:22,110  | +0,560    | 24         |
| 8        | Felipe Massa       | Ferrari              | 1:22,136  | +0,586    | 15         |
| 9        | Paul di Resta      | Force India-Mercedes | 1:22,191  | +0,641    | 20         |
| 10       | Jenson Button      | McLaren-Mercedes     | 1:22,233  | +0,683    | 24         |
| 11       | Pastor Maldonado   | Williams-Renault     | 1:22,381  | +0,831    | 21         |
| 12       | Kobajasi Kamui     | Sauber-Ferrari       | 1:22,387  | +0,837    | 20         |
| 13       | Jean-Éric Vergne   | Toro Rosso-Ferrari   | 1:22,492  | +0,942    | 26         |
| 14       | Nico Hülkenberg    | Force India-Mercedes | 1:22,530  | +0,980    | 25         |
| 15       | Sergio Pérez       | Sauber-Ferrari       | 1:22,597  | +1,047    | 23         |
| 16       | Daniel Ricciardo   | Toro Rosso-Ferrari   | 1:22,716  | +1,166    | 24         |
| 17       | Michael Schumacher | Mercedes             | 1:22,868  | +1,318    | 30         |
| 18       | Nico Rosberg       | Mercedes             | 1:22,931  | +1,381    | 30         |
| 19       | Heikki Kovalainen  | Caterham-Renault     | 1:24,036  | +2,486    | 20         |
| 20       | Vitalij Petrov     | Caterham-Renault     | 1:24,547  | +2,997    | 18         |
| 21       | Charles Pic        | Marussia-Cosworth    | 1:25,224  | +3,674    | 22         |
| 22       | Timo Glock         | Marussia-Cosworth    | 1:25,497  | +3,947    | 21         |
| 23       | Pedro de la Rosa   | HRT-Cosworth         | 1:26,785  | +5,235    | 20         |
| 24       | Narain Karthikeyan | HRT-Cosworth         | 1:26,898  | +5,348    | 26         |

## Időmérő edzés
A magyar nagydíj időmérő edzését július 28-án, szombaton futották.
| helyezés              | rajtszám | versenyző          | csapat/motor         | 1. rész  | 2. rész  | 3. rész  | rajthely |
| --------------------- | -------- | ------------------ | -------------------- | -------- | -------- | -------- | -------- |
| 1                     | 4        | Lewis Hamilton     | McLaren-Mercedes     | 1:21,794 | 1:21,060 | 1:20,953 | 1        |
| 2                     | 10       | Romain Grosjean    | Lotus-Renault        | 1:22,755 | 1:21,657 | 1:21,366 | 2        |
| 3                     | 1        | Sebastian Vettel   | Red Bull-Renault     | 1:22,948 | 1:21,407 | 1:21,416 | 3        |
| 4                     | 3        | Jenson Button      | McLaren-Mercedes     | 1:22,028 | 1:21,618 | 1:21,583 | 4        |
| 5                     | 9        | Kimi Räikkönen     | Lotus-Renault        | 1:22,234 | 1:21,583 | 1:21,730 | 5        |
| 6                     | 5        | Fernando Alonso    | Ferrari              | 1:22,095 | 1:21,598 | 1:21,844 | 6        |
| 7                     | 6        | Felipe Massa       | Ferrari              | 1:22,203 | 1:21,534 | 1:21,900 | 7        |
| 8                     | 18       | Pastor Maldonado   | Williams-Renault     | 1:22,475 | 1:21,504 | 1:21,939 | 8        |
| 9                     | 19       | Bruno Senna        | Williams-Renault     | 1:22,271 | 1:21,697 | 1:22,343 | 9        |
| 10                    | 12       | Nico Hülkenberg    | Force India-Mercedes | 1:22,176 | 1:21,653 | 1:22,847 | 10       |
| 11                    | 2        | Mark Webber        | Red Bull-Renault     | 1:22,829 | 1:21,715 |          | 11       |
| 12                    | 11       | Paul di Resta      | Force India-Mercedes | 1:21,912 | 1:21,813 |          | 12       |
| 13                    | 8        | Nico Rosberg       | Mercedes             | 1:22,079 | 1:21,895 |          | 13       |
| 14                    | 15       | Sergio Pérez       | Sauber-Ferrari       | 1:22,110 | 1:21,895 |          | 14       |
| 15                    | 14       | Kobajasi Kamui     | Sauber-Ferrari       | 1:22,801 | 1:22,300 |          | 15       |
| 16                    | 17       | Jean-Éric Vergne   | Toro Rosso-Ferrari   | 1:22,799 | 1:22,380 |          | 16       |
| 17                    | 7        | Michael Schumacher | Mercedes             | 1:22,436 | 1:22,723 |          | 17       |
| 18                    | 16       | Daniel Ricciardo   | Toro Rosso-Ferrari   | 1:23,250 |          |          | 18       |
| 19                    | 20       | Heikki Kovalainen  | Caterham-Renault     | 1:23,576 |          |          | 19       |
| 20                    | 21       | Vitalij Petrov     | Caterham-Renault     | 1:24,167 |          |          | 20       |
| 21                    | 25       | Charles Pic        | Marussia-Cosworth    | 1:25,244 |          |          | 21       |
| 22                    | 24       | Timo Glock         | Marussia-Cosworth    | 1:25,476 |          |          | 22       |
| 23                    | 22       | Pedro de la Rosa   | HRT-Cosworth         | 1:25,916 |          |          | 23       |
| 24                    | 23       | Narain Karthikeyan | HRT-Cosworth         | 1:26,178 |          |          | 24       |
| 107%-os idő: 1:27,519 |          |                    |                      |          |          |          |          |
| Forrás:               |          |                    |                      |          |          |          |          |

## Futam
A magyar nagydíj futama július 29-én, vasárnap rajtolt.
| helyezés | rajtszám | versenyző          | csapat/motor         | futott kör | idő/kiesés oka | rajthely | pont |
| -------- | -------- | ------------------ | -------------------- | ---------- | -------------- | -------- | ---- |
| 1        | 4        | Lewis Hamilton     | McLaren-Mercedes     | 69         | 1:41:05,503    | 1        | 25   |
| 2        | 9        | Kimi Räikkönen     | Lotus-Renault        | 69         | +1,032         | 5        | 18   |
| 3        | 10       | Romain Grosjean    | Lotus-Renault        | 69         | +10,518        | 2        | 15   |
| 4        | 1        | Sebastian Vettel   | Red Bull-Renault     | 69         | +11,614        | 3        | 12   |
| 5        | 5        | Fernando Alonso    | Ferrari              | 69         | +26,653        | 6        | 10   |
| 6        | 3        | Jenson Button      | McLaren-Mercedes     | 69         | +30,243        | 4        | 8    |
| 7        | 19       | Bruno Senna        | Williams-Renault     | 69         | +33,899        | 9        | 6    |
| 8        | 2        | Mark Webber        | Red Bull-Renault     | 69         | +34,458        | 11       | 4    |
| 9        | 6        | Felipe Massa       | Ferrari              | 69         | +38,350        | 7        | 2    |
| 10       | 8        | Nico Rosberg       | Mercedes             | 69         | +51,234        | 13       | 1    |
| 11       | 12       | Nico Hülkenberg    | Force India-Mercedes | 69         | +57,283        | 10       |      |
| 12       | 11       | Paul di Resta      | Force India-Mercedes | 69         | +62,887        | 12       |      |
| 13       | 18       | Pastor Maldonado   | Williams-Renault     | 69         | +63,606        | 8        |      |
| 14       | 15       | Sergio Pérez       | Sauber-Ferrari       | 69         | +64,494        | 14       |      |
| 15       | 16       | Daniel Ricciardo   | Toro Rosso-Ferrari   | 68         | +1 kör         | 18       |      |
| 16       | 17       | Jean-Éric Vergne   | Toro Rosso-Ferrari   | 68         | +1 kör         | 16       |      |
| 17       | 20       | Heikki Kovalainen  | Caterham-Renault     | 68         | +1 kör         | 19       |      |
| 18       | 14       | Kobajasi Kamui     | Sauber-Ferrari       | 67         | hidraulika     | 15       |      |
| 19       | 21       | Vitalij Petrov     | Caterham-Renault     | 67         | +2 kör         | 20       |      |
| 20       | 25       | Charles Pic        | Marussia-Cosworth    | 67         | +2 kör         | 21       |      |
| 21       | 24       | Timo Glock         | Marussia-Cosworth    | 66         | +3 kör         | 22       |      |
| 22       | 22       | Pedro de la Rosa   | HRT-Cosworth         | 66         | +3 kör         | 23       |      |
| ki       | 23       | Narain Karthikeyan | HRT-Cosworth         | 60         | kormány        | 24       |      |
| ki       | 7        | Michael Schumacher | Mercedes             | 58         | erőforrás      | 17       |      |
| Forrás:  |          |                    |                      |            |                |          |      |

## A világbajnokság állása a verseny után
| H   | Versenyzők       | Pont | H   | Konstruktőrök        | Pont |
| --- | ---------------- | ---- | --- | -------------------- | ---- |
| 1.  | Fernando Alonso  | 164  | 1.  | Red Bull-Renault     | 246  |
| 2.  | Mark Webber      | 124  | 2.  | McLaren-Mercedes     | 193  |
| 3.  | Sebastian Vettel | 122  | 3.  | Lotus-Renault        | 192  |
| 4.  | Lewis Hamilton   | 117  | 4.  | Ferrari              | 189  |
| 5.  | Kimi Räikkönen   | 116  | 5.  | Mercedes             | 106  |
| 6.  | Nico Rosberg     | 77   | 6.  | Sauber-Ferrari       | 80   |
| 7.  | Jenson Button    | 76   | 7.  | Williams-Renault     | 53   |
| 8.  | Romain Grosjean  | 76   | 8.  | Force India-Mercedes | 46   |
| 9.  | Sergio Pérez     | 47   | 9.  | STR-Ferrari          | 6    |
| 10. | Kobajasi Kamui   | 33   | 10. | Caterham-Renault     | 0    |

(A teljes táblázat)